# Sandile Nxumalo
Pas d'image ? Cliquez ici

a Compétitions nationales et continentales officielles uniquement.

Dernière mise à jour le 28 juin 2013.
Sandile Mfundo Dennis Nxumalo, né le 5 avril 1983 à Empangeni, est un joueur sud-africain de rugby à XV évoluant au poste de Demi de mêlée. Passé brièvement en Super 12 avec les Natal Sharks, il joue au sein du club français de l'USO Nevers de 2009 a 2017 et en 2017 il rejoint le club de saint leger des vignes en promotion honneur club actuellement en fédéral 3 .

## Carrière
Espoir Sud-Africain, Nxulamo dispute ses premiers matchs de Currie Cup en 2004 avec les Natal Sharks et de Super 12 avec les Sharks dès 2005. Il est finaliste du Super 14 en 2007 et remporte la Currie Cup en 2008. En 2009, il part en France où il s'engage avec l'USO Nevers en Fédérale 2. Très vite il accède à la Fédérale 1 avec les jaunes et bleus. Après avoir échoué deux fois en quart de finale du trophée Jean-Prat, il vise de nouveau la montée en Pro D2 en 2013-2014 avec l'USON.

## Palmarès
- Finaliste du Super 14 en 2007
- Vainqueur de la Currie Cup en 2008